# Christian Vietoris
Pour les articles homonymes, voir Vietoris.
Christian Vietoris, né le 1er avril 1989 à Gerolstein, est un pilote automobile allemand.

## Carrière automobile
- 2005 : Formule BMW ADAC, 17e

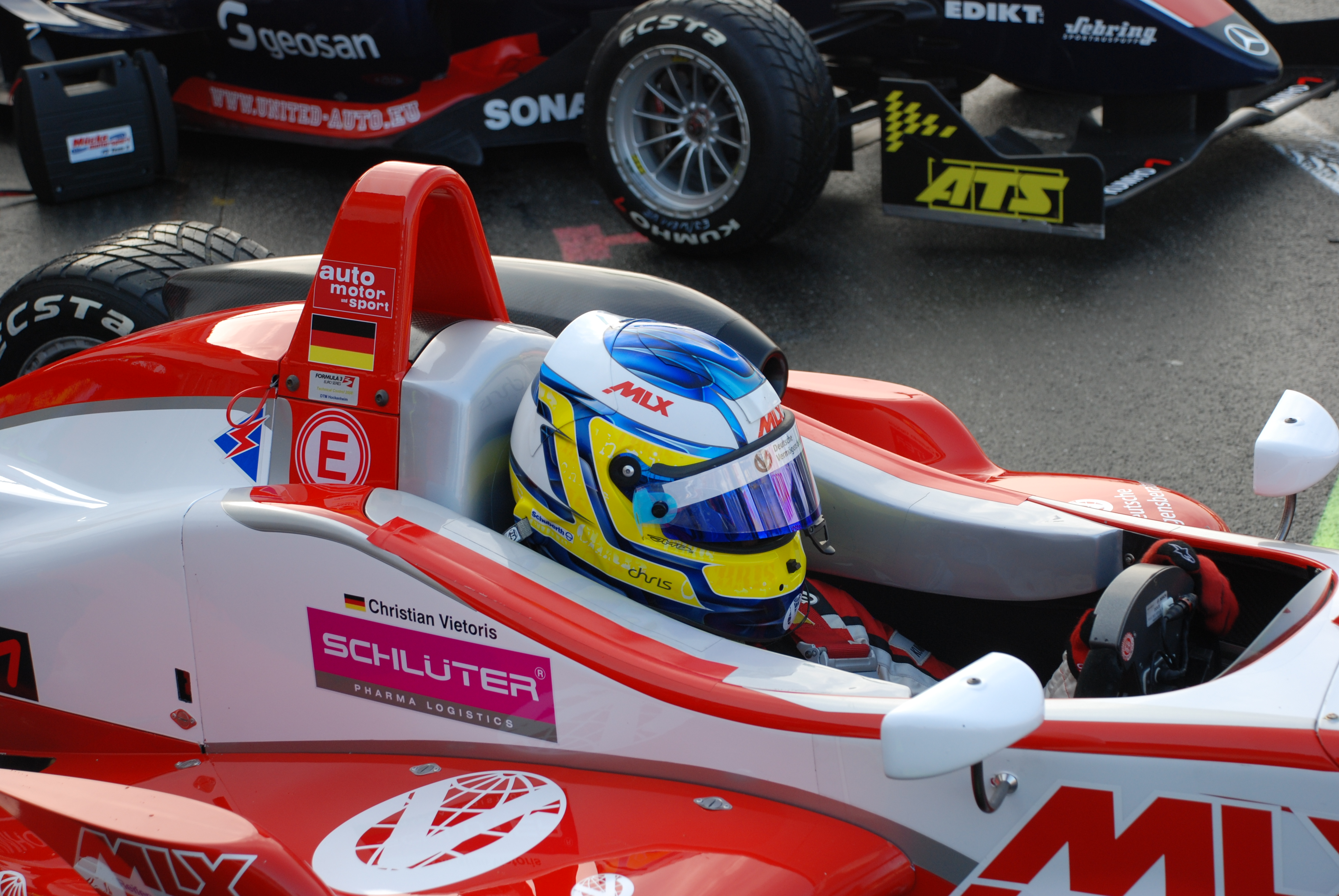
Christian Vietoris en 2008.

- 2006 : Formule BMW ADAC, champion (9 victoires)
  - Finale mondiale de Formule BMW, vainqueur
- 2006/2007 : A1 Grand Prix
- 2007 : Championnat d'Allemagne de Formule 3, 5e (2 victoires)
- 2007/2008 : A1 Grand Prix
- 2008 : Formule 3 Euro Series, 6e (1 victoire)
- 2009 : Formule 3 Euro Series, 2e (4 victoires)
- 2009/2010 : GP2 Asia Series avec le Team DAMS, 10e (1 victoire)
- 2011 : DTM, 14e
- 2012 : DTM, 12e
- 2013 : DTM, 4e
- 2014 : DTM, 4e

## Résultats en DTM
| Année | Voiture                    | Équipe                      | Courses disputées | Victoires | Pole positions | Podiums | Records du tour | Points inscrits | Classement |
| ----- | -------------------------- | --------------------------- | ----------------- | --------- | -------------- | ------- | --------------- | --------------- | ---------- |
| 2011  | AMG-Mercedes C-Klasse 2008 | Persson Motorsport          | 10                | 0         | 0              | 0       | 0               | 4               | 14e        |
| 2012  | DTM AMG Mercedes C-Coupé   | HWA Team                    | 10                | 0         | 0              | 0       | 0               | 25              | 12e        |
| 2013  | DTM AMG Mercedes C-Coupé   | HWA Team                    | 10                | 0         | 1              | 4       | 2               | 77              | 4e         |
| 2014  | DTM AMG Mercedes C-Coupé   | Original-Teile Mercedes AMG | 10                | 1         | 0              | 2       | 0               | 69              | 4e         |